# Чёртово игрище
Чёртово игрище (Марсианская поляна, Ржавые пески) — песчаный кратер неизвестного происхождения, расположенный в Ольховском районе Волгоградской области. Находится в 36 километрах к юго-западу от города Котово. Неподалеку протекает река Чертолейка. Диаметр кратера — 200—300 метров, глубина — 7-8 метров. Песок в кратере разных цветов и оттенков — от ярко-белого до бордового.
Согласно исследованиям Виктора Брылёва — доктора географических наук, профессора, заведующего кафедрой физической географии и геоэкологии ВГСПУ, — проводившимся в 1950-70-х годах, данное образование представляет собой донные отложения древней реки, которая протекала по данной территории. Она исходила из Тамбовской области, далее протекала в район Новониколаевского, уходила за русло нынешней Волги и следовала далее на юг Калмыкии.
Существуют и другие версии возникновения кратера, например падение метеорита, старое русло реки Чертолейки.
Раньше, в конце XIX века окрестные жители устраивали на территории Чёртова игрища ярмарки и конные соревнования. Возможно, в одном из склонов кратера спрятан клад старинного оружия.